# Marle
Marle ist eine französische Kleinstadt mit 2224 Einwohnern (Stand 1. Januar 2022) im Département Aisne in der Region Hauts-de-France; sie gehört zum Arrondissement Laon.

## Geografie
Die Kleinstadt Marle liegt im Zentrum der Thiérache im Tal der Serre sowie am hier parallel verlaufenden Nebenfluss Vilpion, 15 Kilometer südwestlich von Vervins und etwa 22 Kilometer nordöstlich von Laon.

## Geschichte
Marle war im Mittelalter eine befestigte Stadt am Eingang der Thiérache und zeitweise Sitz der gleichnamigen Grafschaft.
Im Ersten Weltkrieg befand sich hier ab dem 17. März 1917 das Hauptquartier des AOK 7.

### Bevölkerungsentwicklung
| Jahr                       | 1962 | 1968 | 1975 | 1982 | 1990 | 1999 | 2006 | 2015 | 2022 |
| Einwohner                  | 2912 | 2848 | 2926 | 2727 | 2669 | 2529 | 2432 | 2281 | 2224 |
| Quellen: Cassini und INSEE |      |      |      |      |      |      |      |      |      |

## Sehenswürdigkeiten
- Gotische Kirche Mariä Himmelfahrt bzw. Notre-Dame (Église Sainte-Marie et de l’Assomption dite Notre-Dame), Monument historique[1]
- Musée des Temps Barbares, hier werden die Ausgrabungsergebnisse des Merowingerdorfes von Goudelancourt-lès-Pierrepont ausgestellt
- Hospice oder Hôtel-dieu, erbaut um 1250
- ehemalige Burg (Motte)
- Ehemalige Poststation (Relais de poste), Monument historique[2]

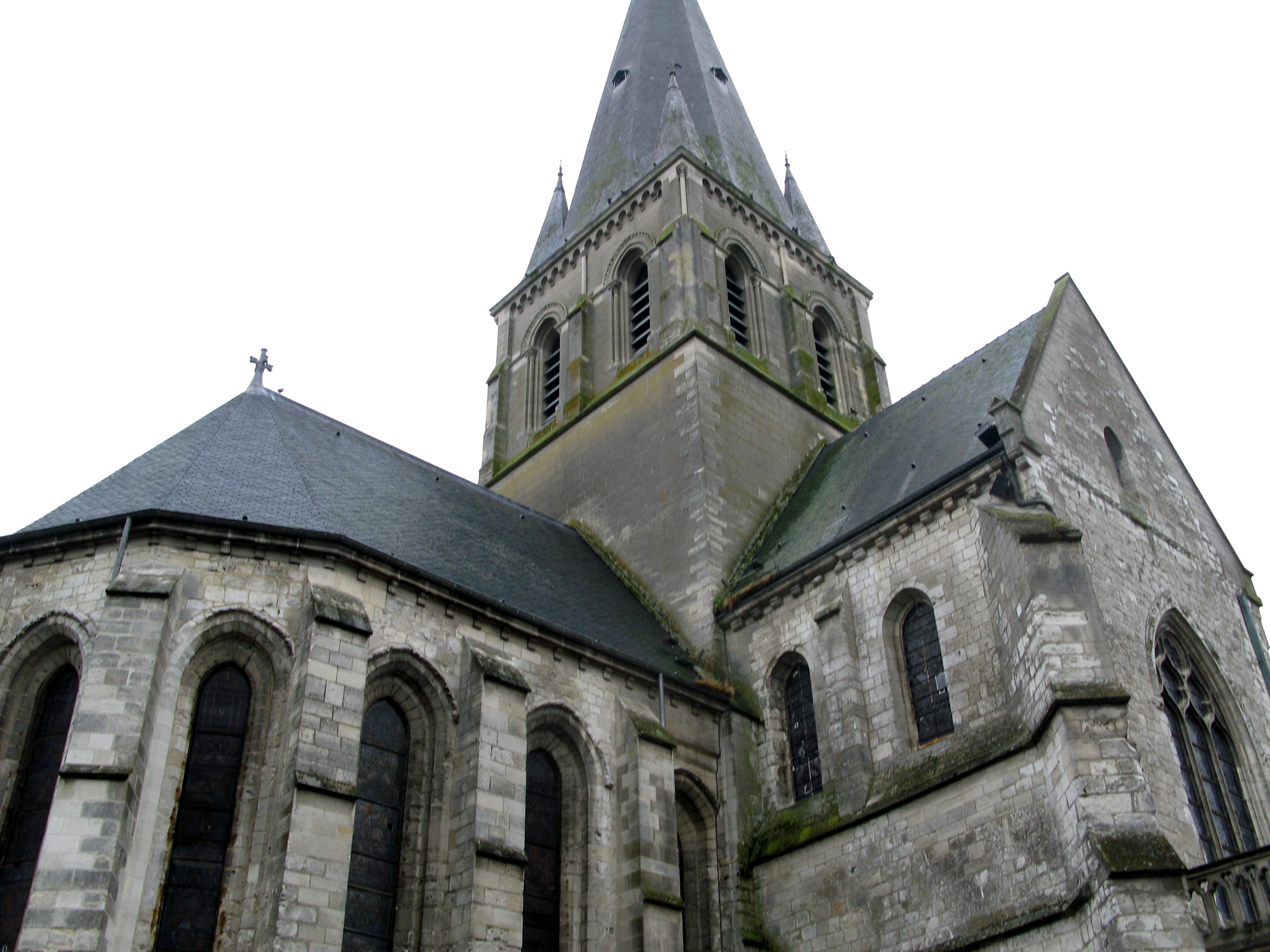
Kirche Notre-Dame
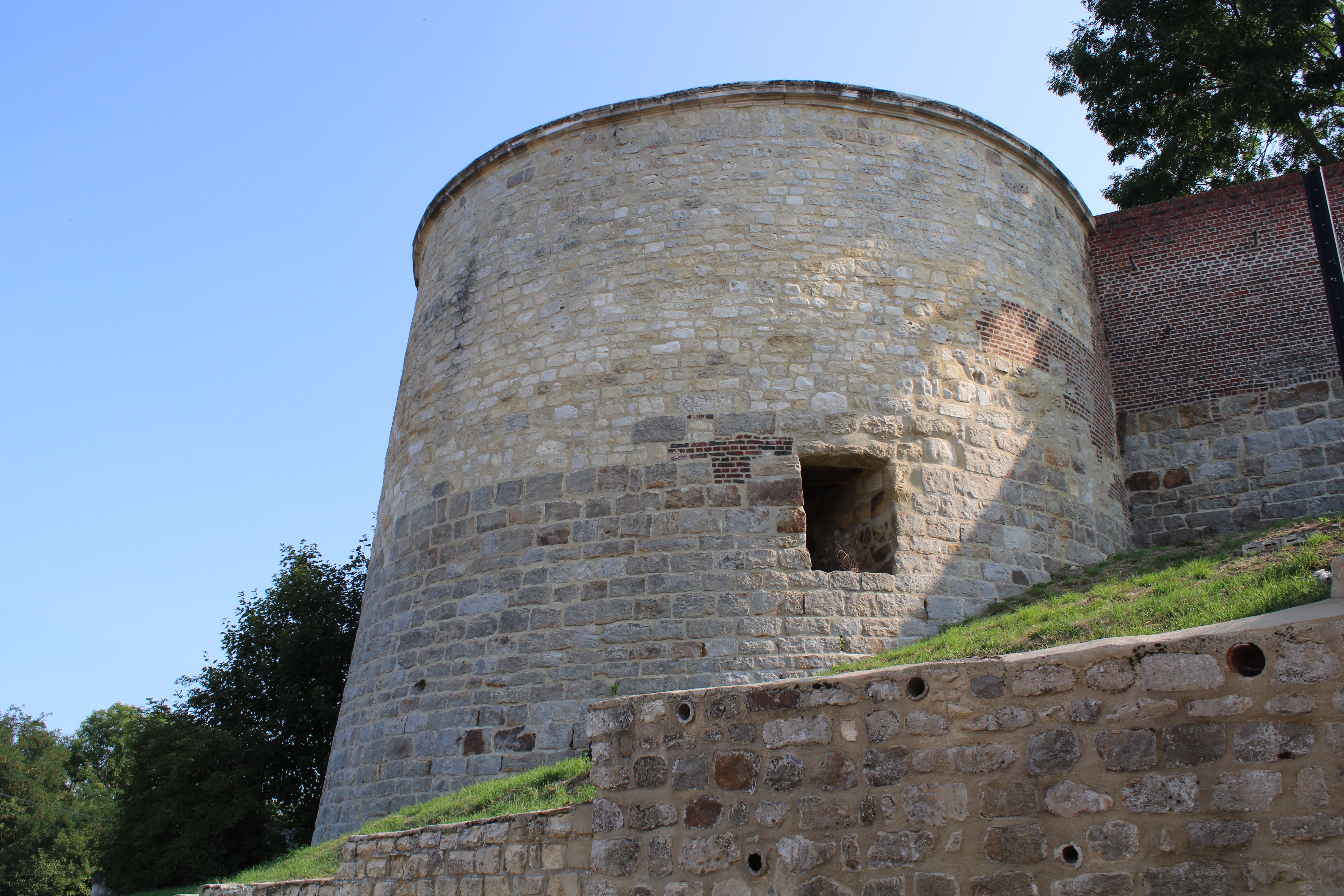
Turm der ehemaligen Burg
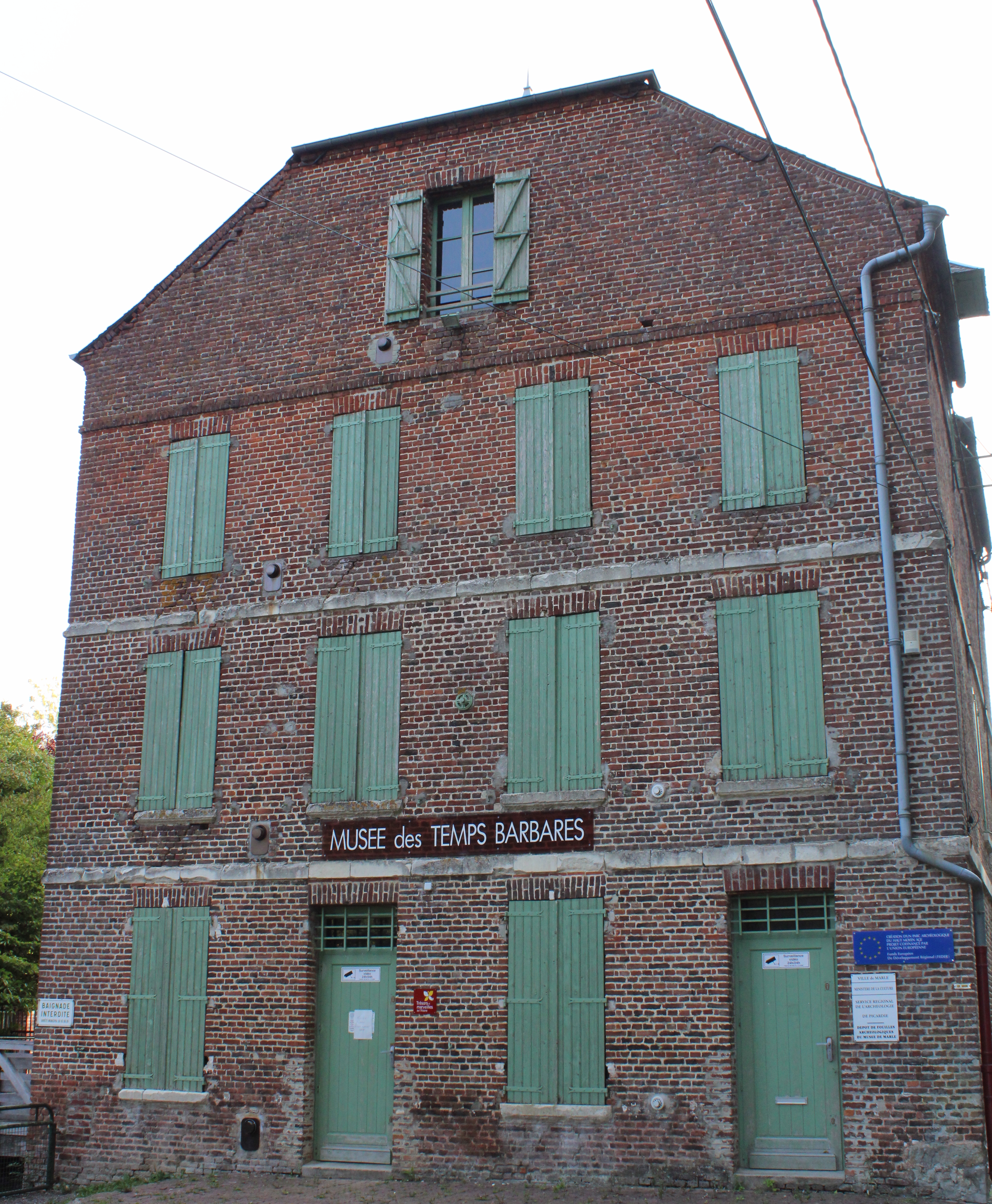
Musée des Temps Barbares
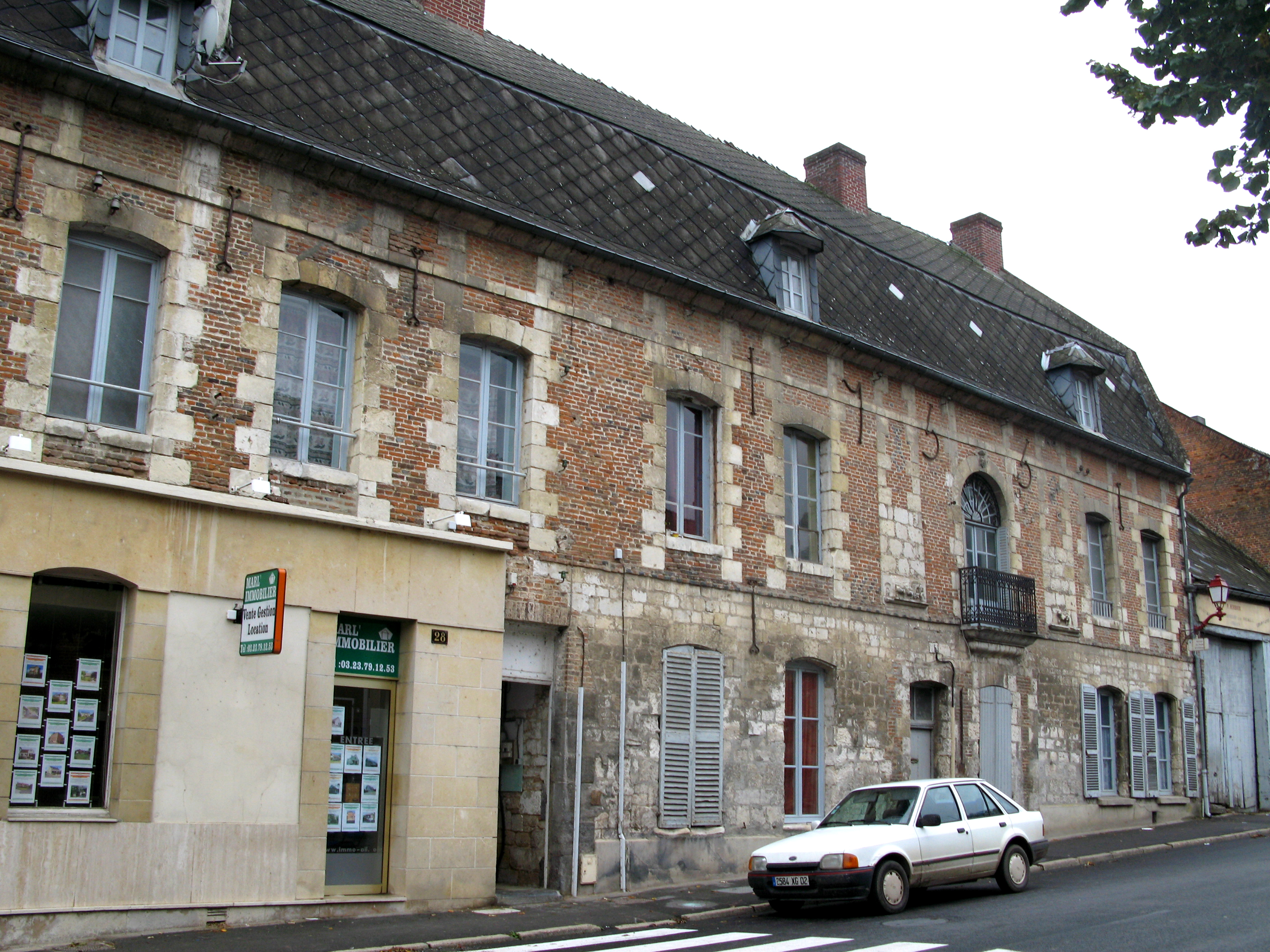
Ehemalige Poststation
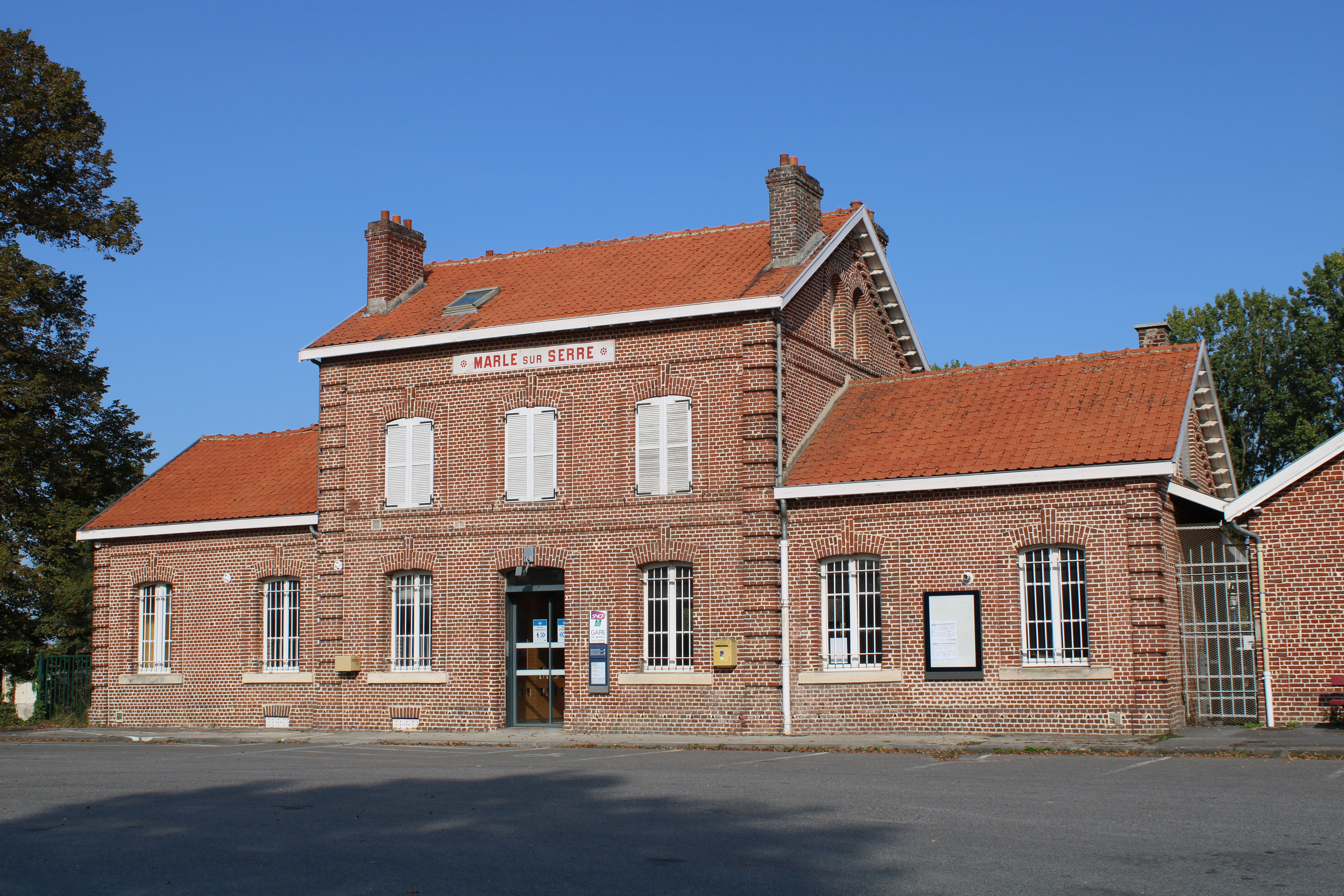
Bahnhof
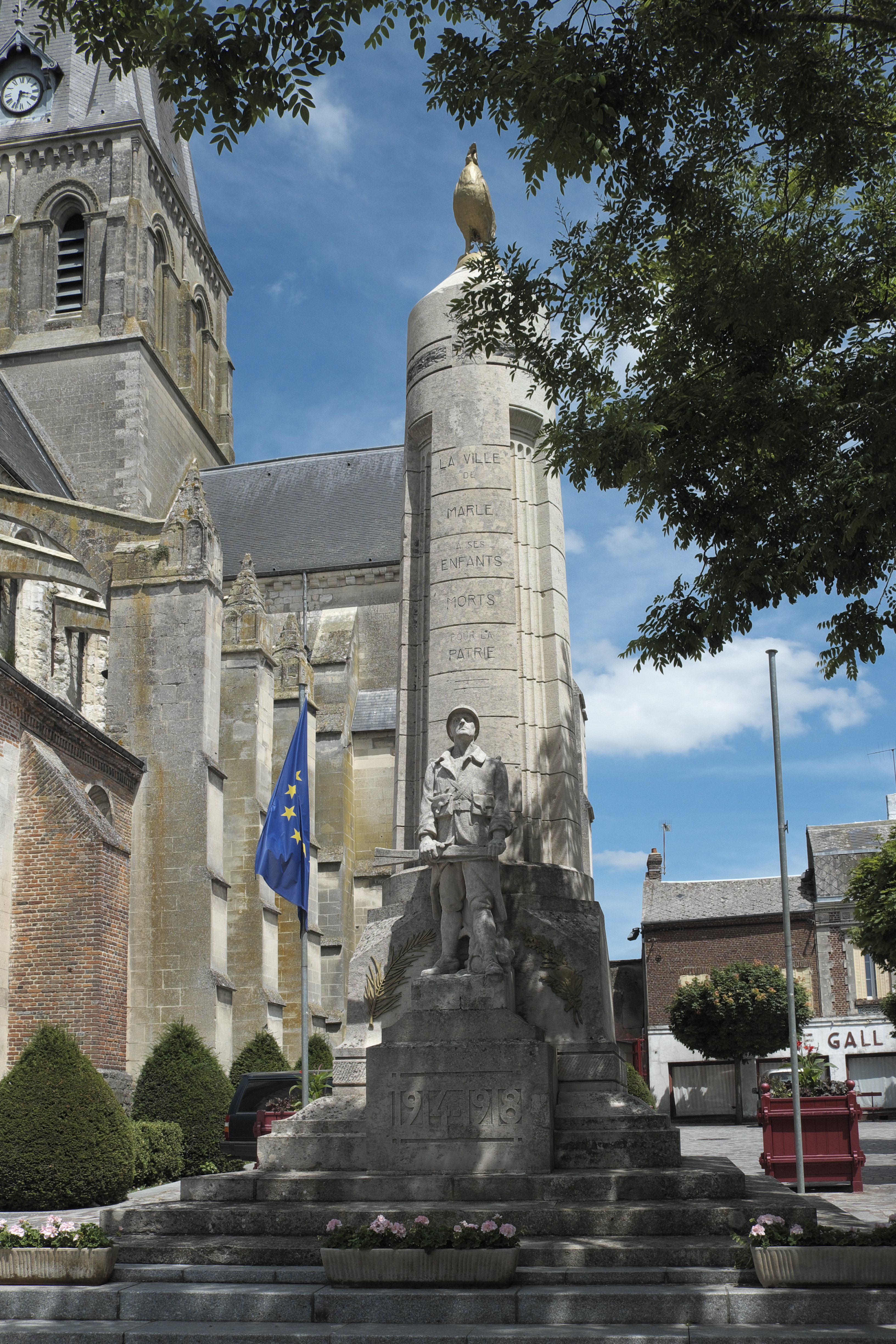
Gefallenendenkmal

## Persönlichkeiten
- Jacques Chaurand (1924–2009), Romanist und Linguist
- Maurice Pagnon (1910–1944), Gewerkschafter und Chef der Résistance in Dole[3]
- Louis Barbe Charles Sérurier (1775–1860), Diplomat
- Edmond Tranin (1895–20. Jahrhundert), Journalist